# Dolský mlýn
Dolský mlýn (německy Grundmühle) leží v Národním parku České Švýcarsko poblíž soutoku řeky Kamenice a Jetřichovické Bělé, asi 1,2 km východně od Kamenické Stráně v okrese Děčín, do jejíhož katastru též přísluší. Zřícenina starobylého mlýna, je chráněná jako kulturní památka.

## Historie

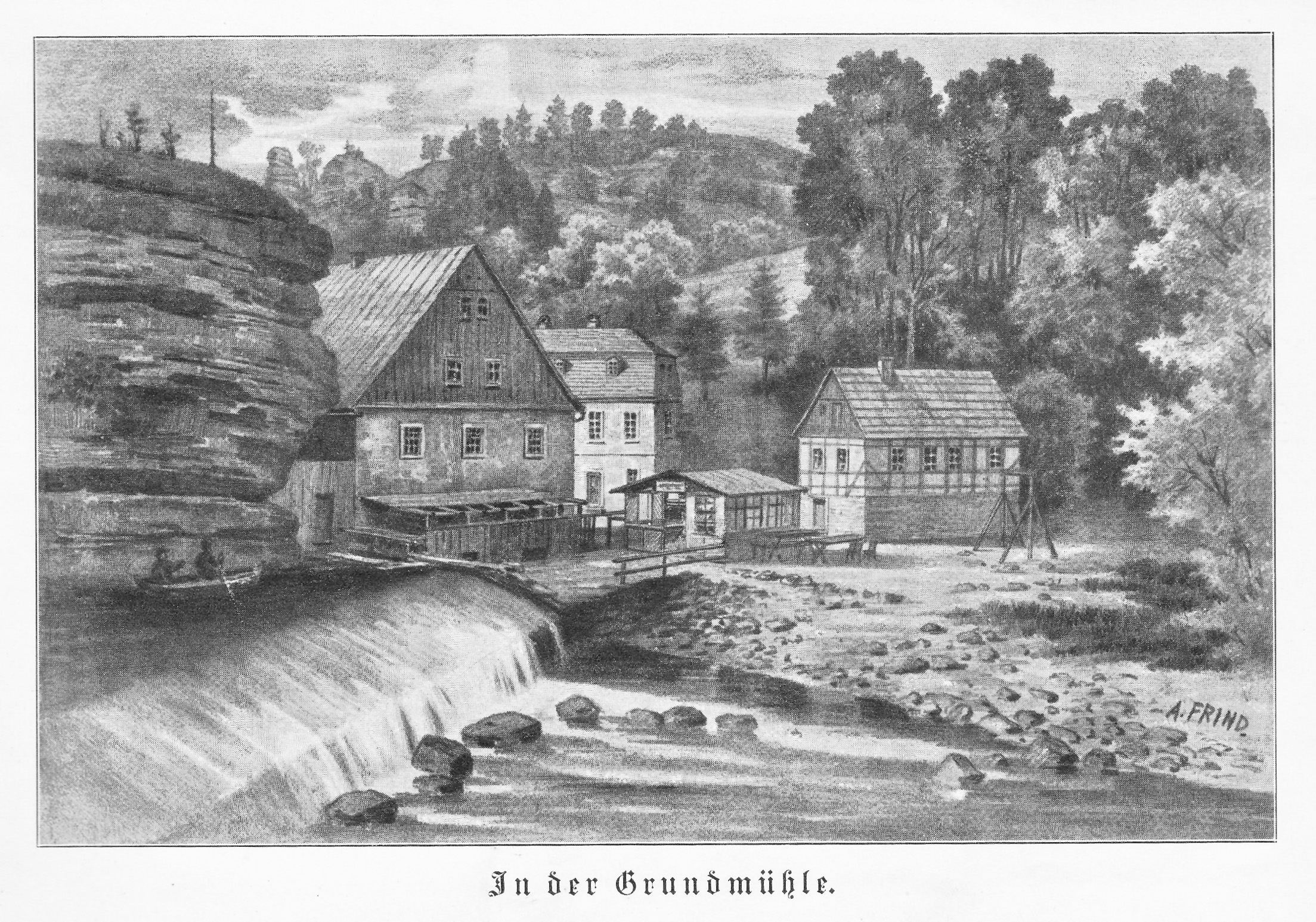
Dolský mlýn na kresbě Augusta Frinda

První písemné zmínky o mlýnu pocházejí z roku 1573. Jednalo se o trojkolový mlýn, přičemž dvě kola poháněla mlecí zařízení a třetí pilu. Od konce třicetileté války patřil k bynoveckému panství, v roce 1696 ho odkoupil mlynář Jan Kryštof Pohl. V majetku rodu Pohlů zůstal až do roku 1910. Ti jej několikrát přestavovali, v roce 1727 barokně, později pak ještě v letech 1819 a 1845. Vzhledem k tomu, že Kamenice byla využívána k splavování dřeva, nemohli majitelé v tomto období odvádět vodu do náhonu a tudíž nemohli mlít. Toto bylo majitelům kompenzováno udělením práva k vaření piva a pálení lihu v roce 1888.
Okolí Dolského mlýnu také ožilo turistickým ruchem poté, co byla roku 1881 zahájena přeprava na lodičkách ve Ferdinandově soutěsce mezi Srbskou Kamenicí a Dolským mlýnem. Mlýn, v té době nazývaný Grundmühle, se stal oblíbeným výletním hostincem a turistickou destinací. Mlýn byl po roce 1945 opuštěn a od té doby chátrá. Budova už je jen torzo z obvodových zdí. Po ostatních staveních zbyly už jen základy.

Lokalitě se dostalo ochrany až se vznikem národního parku a teprve v roce 2007 byl mlýn vyhlášen kulturní památkou.

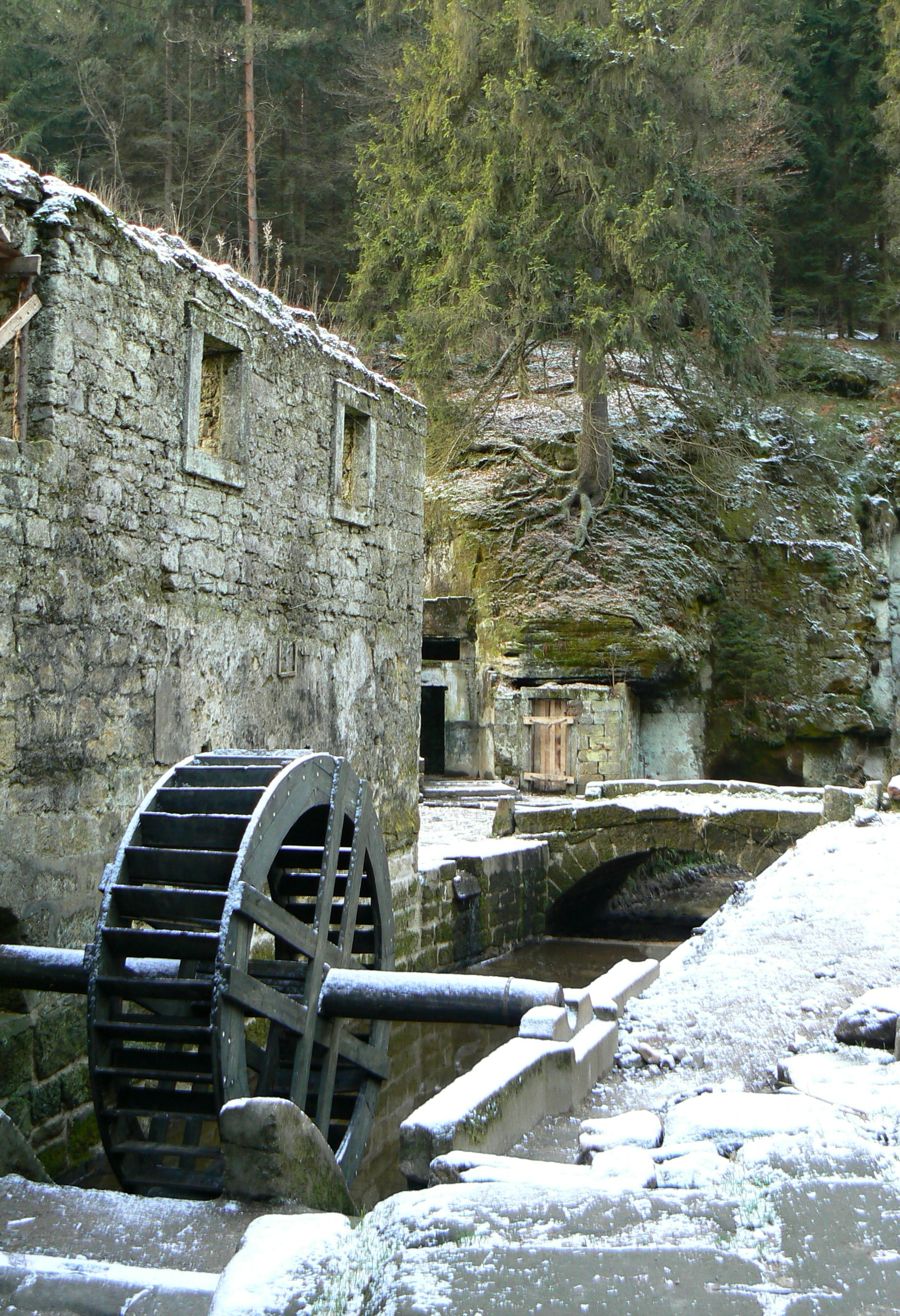
Vodní kolo

## Pověst
Kdysi v hluboké minulosti prý odešel jediný syn majitelů mlýna do světa na zkušenou. Celkem se mu dařilo a stal se zámožným člověkem. Po mnoha letech se rozhodl, že navštíví své rodiče. Než dojel k mlýnu, zastavil se v místní hospodě, kde vyjevil svůj plán, přijít do mlýna jako neznámý pocestný a nechat se poznat až ráno.
První část plánu vyšla. Mlynář s manželkou neznámého a zarostlého muže ubytovali, aniž poznali, že se jedná o jejich vlastního syna. Protože jim za nocleh nabídl vysoký obnos, pochopili, že mají před sebou bohatého člověka. Touha po jeho penězích jim vnukla myšlenku na zločin, kterou následně zrealizovali. V noci pocestného zavraždili, oloupili a jeho mrtvolu zahrabali. Další den přijel do mlýna sedlák, aby se poptal, jak dopadlo setkání syna s rodiči. Teprve teď oběma došlo, čeho se dopustili. Mlynář se oběsil a jeho žena skončila svůj život ve vodě mlýnského náhonu.

## Ve filmu
Mlýn je možno ve své funkční podobě spatřit ve filmové pohádce Pyšná princezna z roku 1952, kde je záběr na celé stavení i s náhonem. Později se mlýn už ve velmi zchátralé podobě objevil v řadě dalších filmů jako Peklo s princeznou, Ztracený princ, Čertova nevěsta, Pravý rytíř. Nejnověji se mlýn objevil ve fantasy seriálu Kolo času (2021).

## Galerie

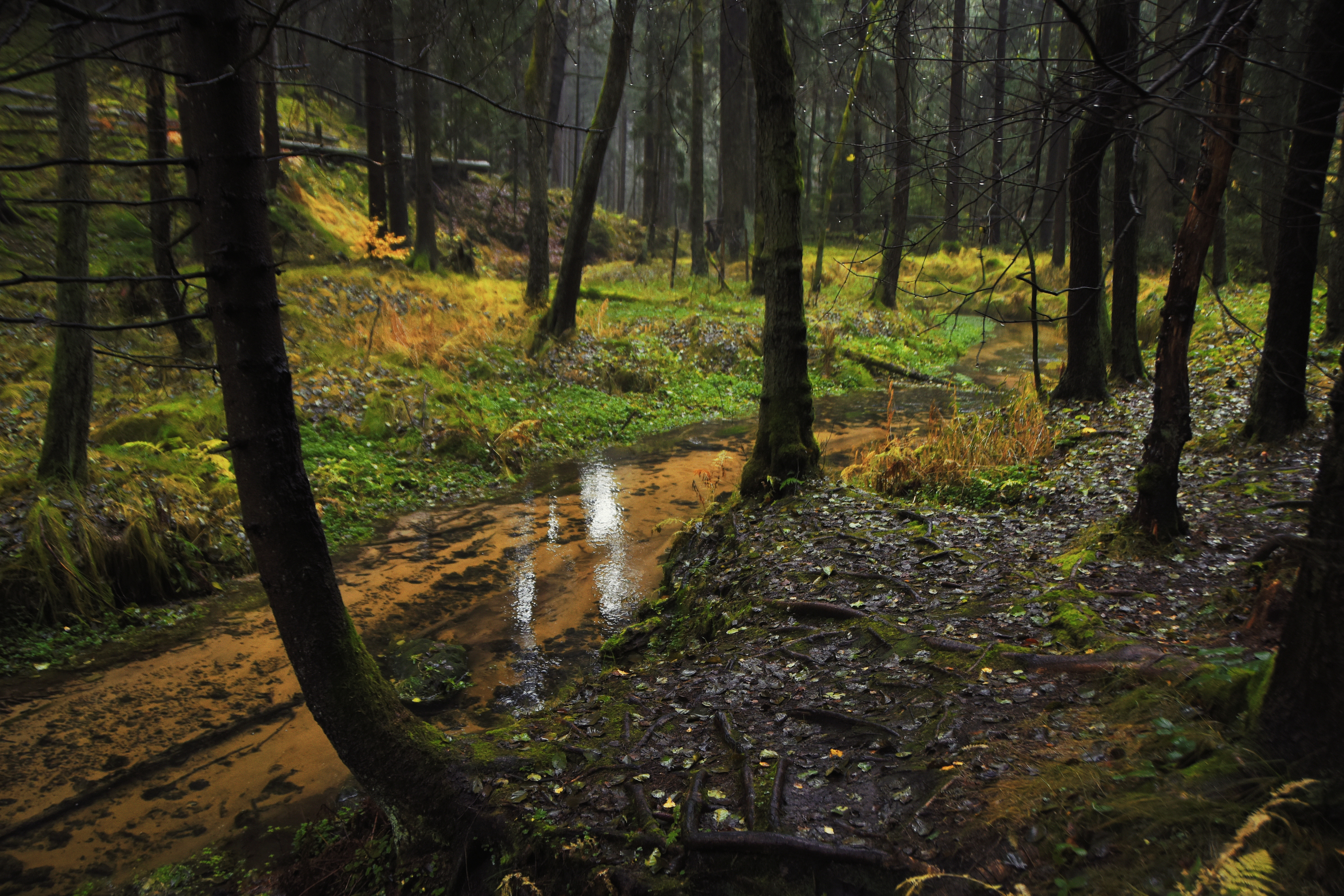
Potok Jetřichovická Bělá u cesty k Dolskému mlýnu
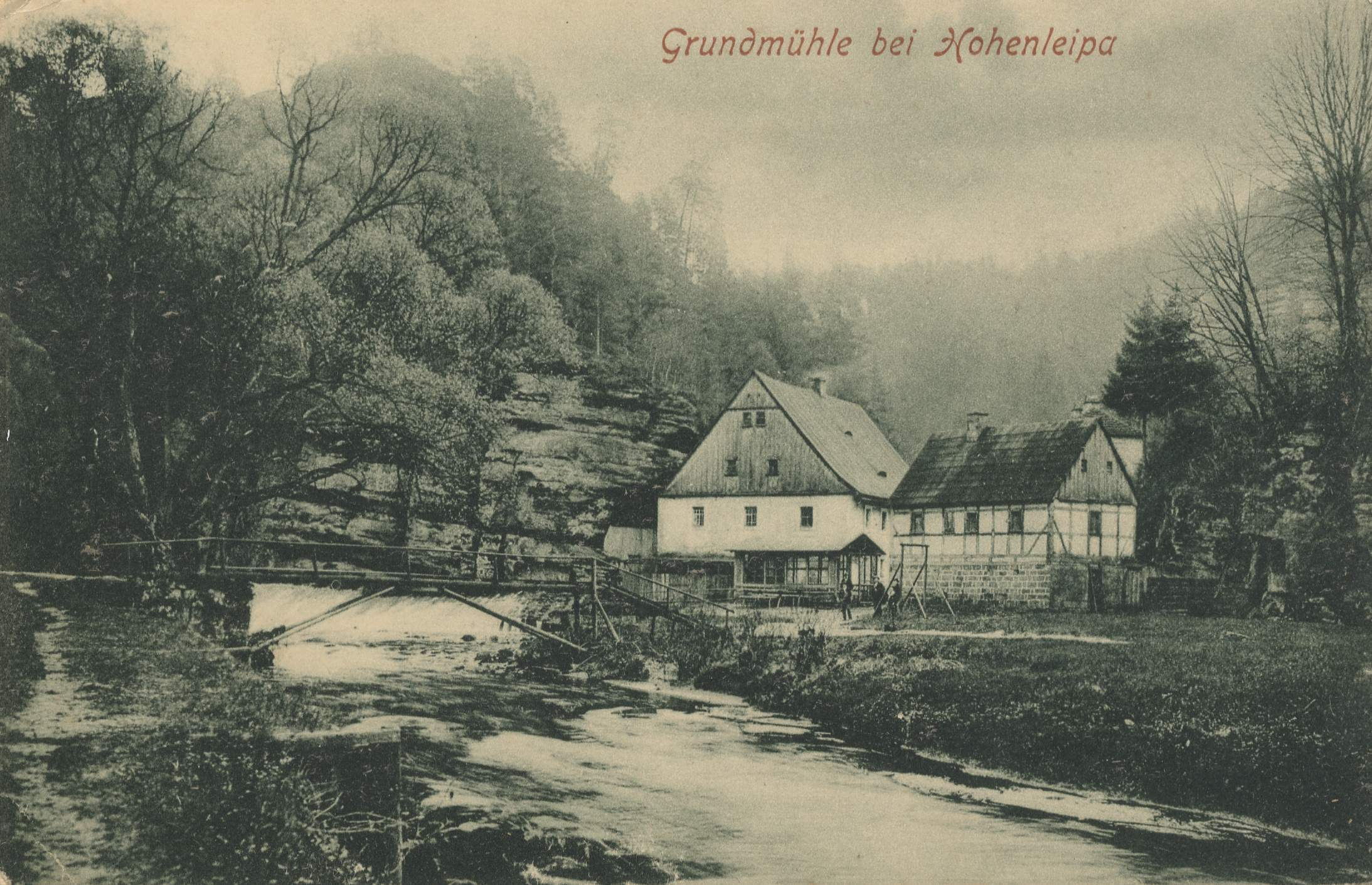
Dolský mlýn kolem roku 1900
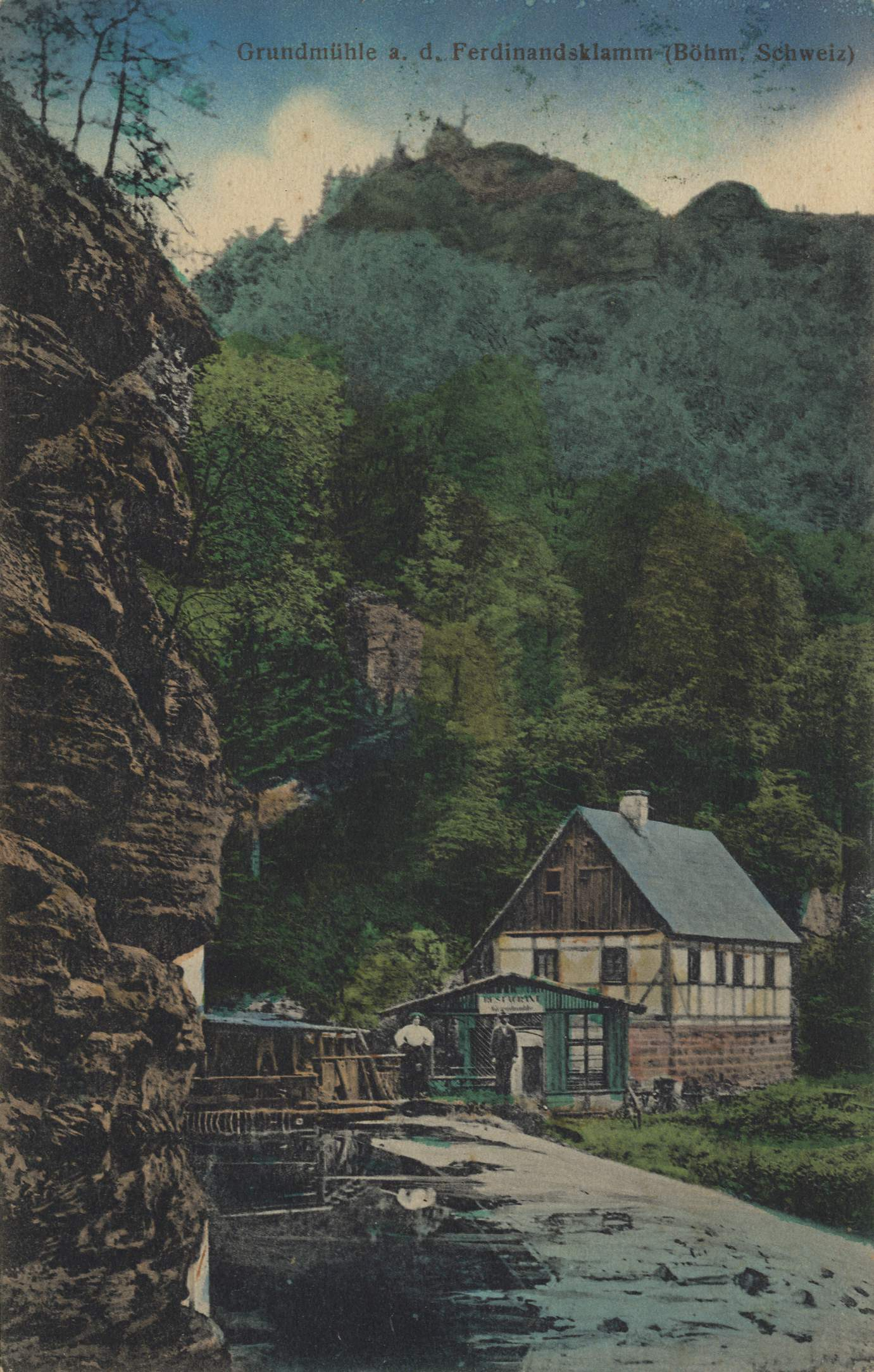
Dolský mlýn v roce 1913
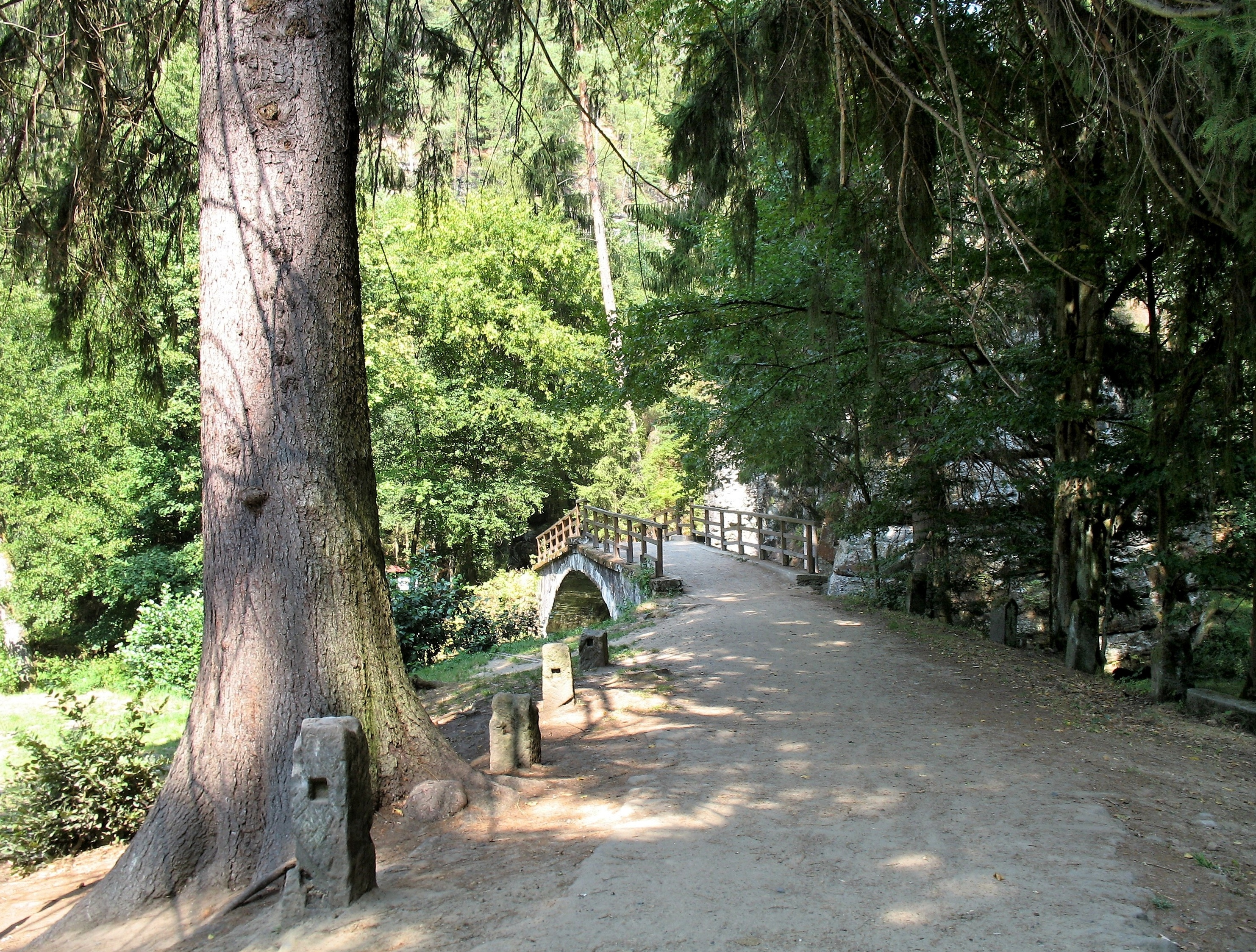
Královský smrk a most z roku 1902
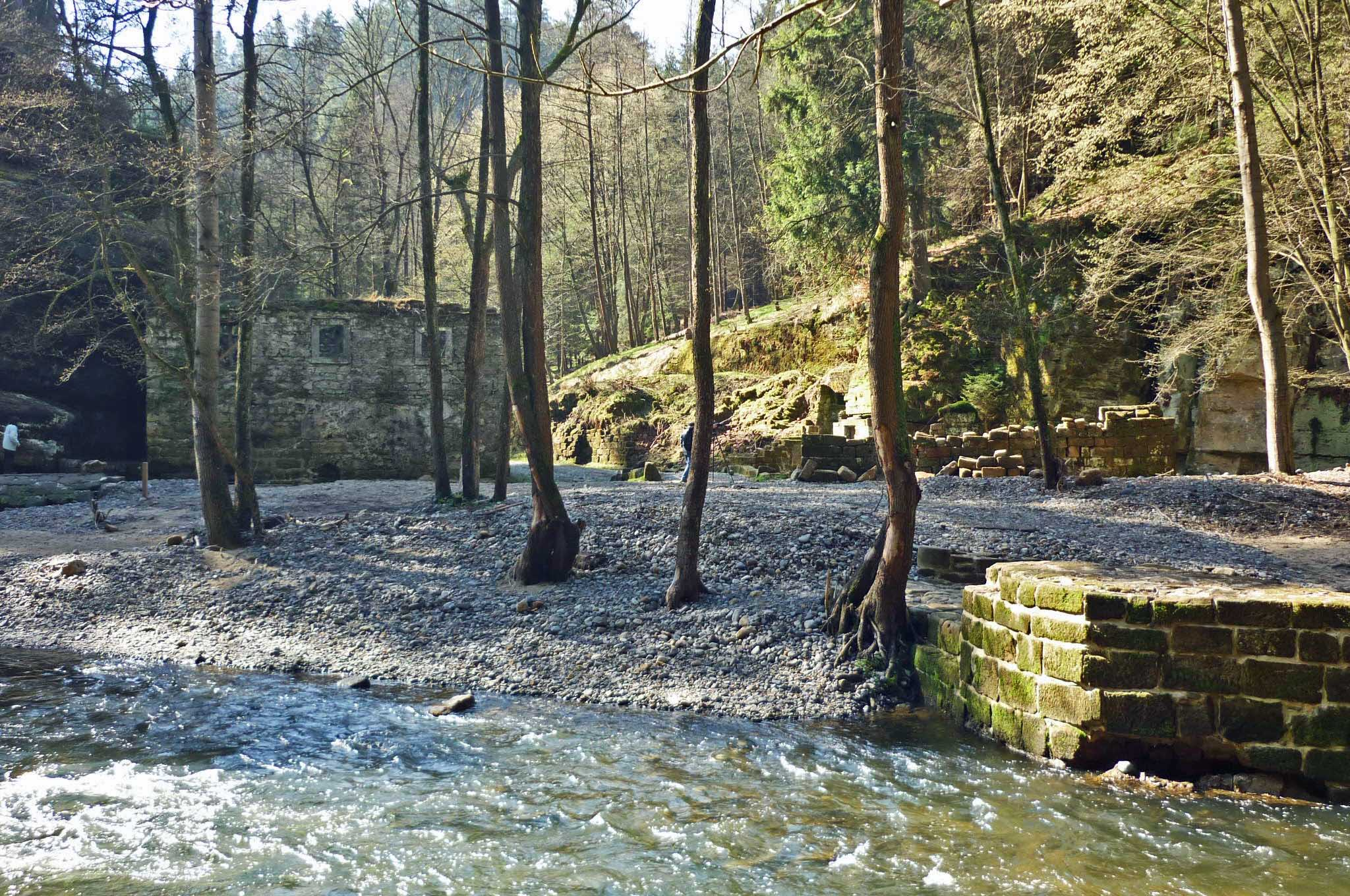
Dolský mlýn v roce 2011